# Вартісне інвестування
Вартісне інвестування (англ. Value investing) — стратегія інвестування, заснована на виявленні недооцінених цінних паперів шляхом фундаментального аналізу. Основи стратегії запропонували в 1928 році Бен Грем і Девід Додд — викладачі бізнес-школи Колумбійського університету. Прикладом недооцінених цінних паперів можуть служити акції публічних компаній, що торгуються нижче балансової вартості, що мають високу дивідендну прибутковість, низький показник ціна/прибуток (коефіцієнт P/E) або коефіцієнт P/B.
Відомий американський інвестор Воррен Баффет вказує, що суть вартісного інвестування полягає в покупці акцій за ціною нижчою за їхню внутрішню вартість. За висловом Баффета, вартісне інвестування полягає в умінні «знайти видатну компанію за розумною ціною».

### Історія
Концепція вартісного інвестування була вперше запропонована в кінці 1920-х років Бенджаміном Гремом і Девідом Доддом — викладачами бізнес-школи Колумбійського університету. У 1934 році співавтори виклали основні положення нової концепції в фундаментальній праці «Аналіз цінних паперів». У книзі також вводиться поняття маржі безпеки — так Бен Грем називав різницю між ринковою ціною і внутрішньою вартістю активу. Грем рекомендував виділяти компанії, акції яких котируються нижче їх внутрішньої вартості: торгуються нижче балансової вартості, мають високу дивідендну прибутковість, низький показник ціна/прибуток (P / E ratio) або коефіцієнт P/B і які мають відносно низький рівень боргу. Акції таких компаній Грем вважав недооціненими.